# Kanton Saint-Claude (Jura)
Saint-Claude is een kanton van het Franse departement Jura. Het kanton maakt deel uit van het arrondissement Saint-Claude.

## Gemeenten
Het kanton Saint-Claude omvatte tot 2014 de volgende 19 gemeenten:
- Avignon-lès-Saint-Claude
- Chassal
- Cuttura
- Lajoux
- Lamoura
- Lavancia-Epercy
- Lavans-lès-Saint-Claude
- Leschères
- Molinges
- Les Molunes
- Ponthoux
- Ravilloles
- La Rixouse
- Saint-Claude (hoofdplaats)
- Saint-Lupicin
- Septmoncel
- Vaux-lès-Saint-Claude
- Villard-Saint-Sauveur
- Villard-sur-Bienne

Na de herindeling van de kantons bij decreet van 17 februari 2014, met uitwerking op 22 maart 2015, werden slechts 7 gemeenten in het kanton weerhouden.
Op 1 januari 2017 werd de gemeente Cuttura samengevoegd met de gemeente Saint-Lupicin uit het kanton Saint-Lupicin tot de fusiegemeente (commune nouvelle) Coteaux du Lizon.
De gemeente Villard-sur-Bienne werd op 1 januari 2019 samengevoegd met de gemeenten Les Piards en Nanchez uit het kanton Saint-Laurent-en-Grandvaux tot de fusiegemeente (commune nouvelle) Nanchez.
Het decreet van 5 maart 2020 heeft de grenzen van het kanton aangepast zodat de fusiegemeenten niet meer over twee kantons verspreid liggen.
Sindsdien omvat het kanton volgende 6 gemeenten:
- Avignon-lès-Saint-Claude
- Leschères
- Nanchez
- Ravilloles
- La Rixouse
- Saint-Claude (hoofdplaats)